# Kremkau
Kremkau là một đô thị thuộc huyện Stendal, bang Sachsen-Anhalt, Đức. Đô thị Kremkau có diện tích 9,9 km², dân số thời điểm ngày 31 tháng 12 năm 2006 là 217 người.